# Аль-Харитият
«Аль-Харитият» (араб. نادي الخريطيات‎) — катарский футбольный клуб, базирующийся в Дохе. Основан в 1996 году. В настоящее время выступает во Втором дивизионе. Цвета клуба — бело-синие. Был основан в 1996 году под названием Аль-Хиляль, а название Аль-Харитият носит с 19 октября 2004 года. На данный момент «Аль-Харитият» считается одним из самых молодых футбольных клубов Катара.

## Состав

Прежний логотип «Аль-Харитията»

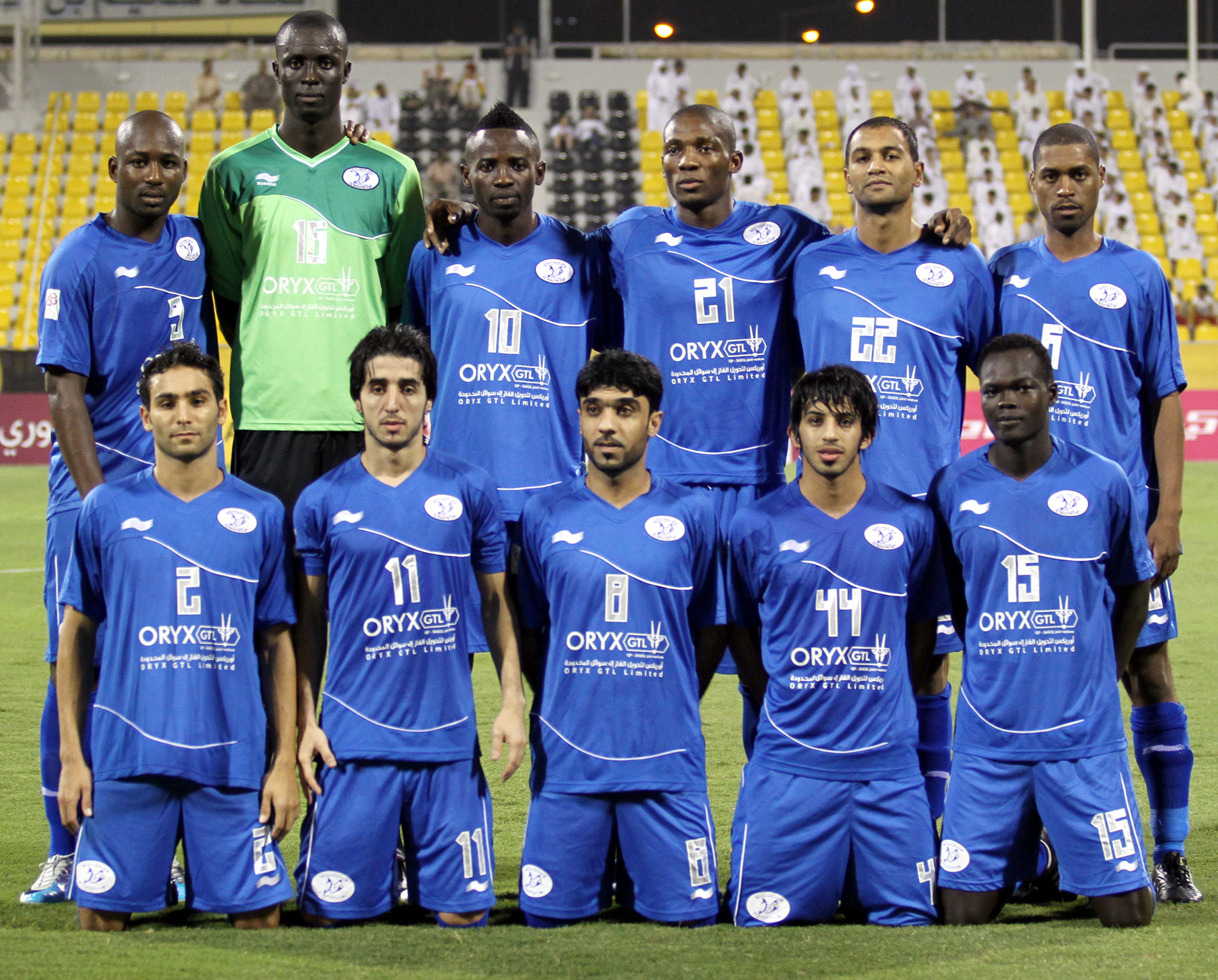
«Аль-Харитият» по состоянию на октябрь 2011 года.

## Достижения
Второй дивизион Катара
- Победитель (2): 2004, 2020

Кубок звёзд Катара
- Финалист (1): 2012

## Тренеры
- Луизиньо (2007—2008)
- Небойша Вучкович (2008)
- Бернар Симонди (2008—2011, 2012—2013)
- Лоран Банид (2012)
- Бертран Маршан (2013—2015)
- Амар Осим (2015—2016)
- Ахмад Аль-Аджлани (2016—2018)
- Яссир Себайе (и. о.) (2018)
- Насиф Бейяуи (2018)
- Азиз Эль-Амри (2018)
- Юсуф Адам Махмуд (2018—н. в.)